# Wilson Bentley

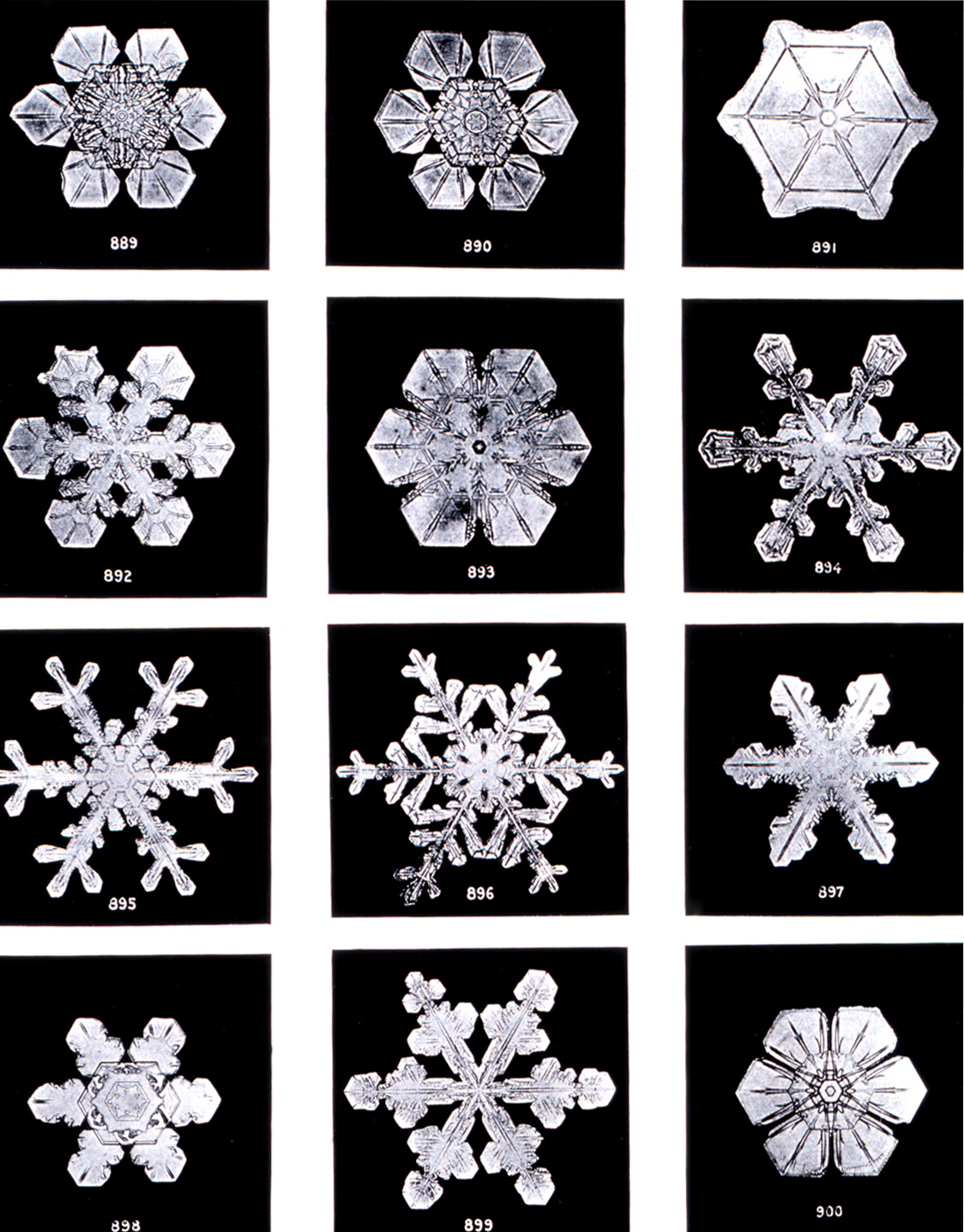
Wilson Bentley: Mikrofotografie sněhových vloček z roku 1902

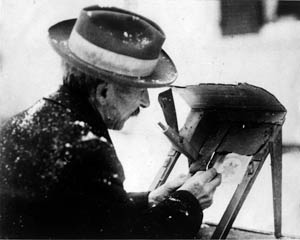
Wilson Bentley snímá emulzi z fotografické skleněné desky

Wilson Alwyn „Vločka“ Bentley (9. února 1865 Jericho, Vermont – 23. prosince 1931 Jericho, Vermont) byl první známý fotograf sněhových vloček. Perfektně ovládl proces chytání vloček na černý samet takovým způsobem, že mohl zachytit jejich obrazy ještě před roztavením nebo sublimací.
| „                               | Sněhové vločky jsou „maličké zázraky nekonečné krásy“, na světě s největší pravděpodobností nenajdete dvě naprosto stejné. | “ |
| — Wilson Alwyn „Vločka“ Bentley | |   |

## Život a dílo
Bentley se narodil v únoru roku 1865 v Jerichu ve Vermontu. Poprvé se začal zajímat o sněhové krystaly jako mladík na rodinné farmě. Zkoušel nakreslit obrazy, které viděl ve starém mikroskopu, který mu v patnácti letech věnovala matka. Sněhové vločky byly však příliš složité, tak Bentley začal dělat pokusy s fotografickou kamerou a mikroskopem. Po mnoha pokusech svou první vločku nasnímal 15. ledna 1885. Tento snímek je považován za první fotografii sněhové vločky vůbec. Každou vločku nejprve zachytil na černou tabuli a rychle ji přenesl na mikroskopické sklíčko. I přes teploty pod bodem mrazu vločky nevydrží dlouho, neboť mohou sublimovat.
Za svůj život zachytil více než 5000 obrázků krystalů. Bentley poeticky popisoval sněhové vločky jako „maličké zázraky krásy“ a sněhové krystaly jako „ledové květy“. Přes tyto poetické popisy svých snímků Bentley dbal na vědeckou objektivitu práce, podobně jako německý fotograf Karl Blossfeldt (1865–1932), který fotografoval semena, šešule a listy.
Bentley si svou prací získal pozornost v posledních několika letech devatenáctého století. Harvardské Mineralogické muzeum získalo některé jeho mikrosnímky. Ve spolupráci s Georgem Henrym Perkinsem, profesorem historie přírody na Universitě ve Vermontu, Bentley publikoval článek, v němž tvrdil, že žádné dvě sněhové vločky nejsou stejné. Tato koncepce veřejnost zajímala, a tak publikoval další články v časopisech včetně National Geographic, Nature, Popular Science nebo Scientific American. Jeho fotografie si vyžadovaly akademické instituce po celém světě. Bentley tak významně přispěl ke studiu meteorologických jevů.
V roce 1931 Bentley pracoval s Williamem J. Humphreysem z U.S. Weather Bureau na přípravě publikace Snow Crystals (Sněhové krystaly), v níž bylo uveřejněno 2500 Bentleyových fotografií. Je také autorem hesla Sníh ve 14svazkovém vydání Encyklopedie Britanniky.
Bentley také fotografoval všechny formy ledových a přírodních vodních útvarů včetně mraků a mlhy. Byl prvním Američanem, který zaznamenával velikosti dešťových kapek a byl jedním z prvních specialistů na oblaka.
Zemřel na zápal plic na rodinné farmě 23. prosince 1931.

## Galerie několika Bentleyho vloček

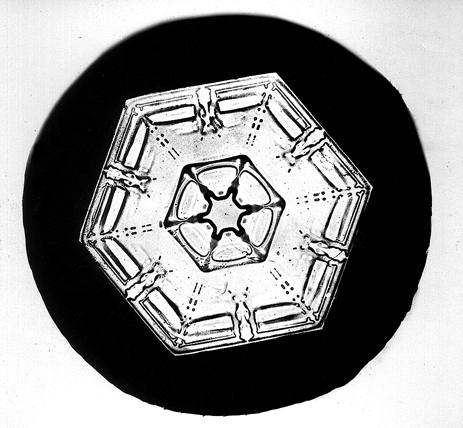
1
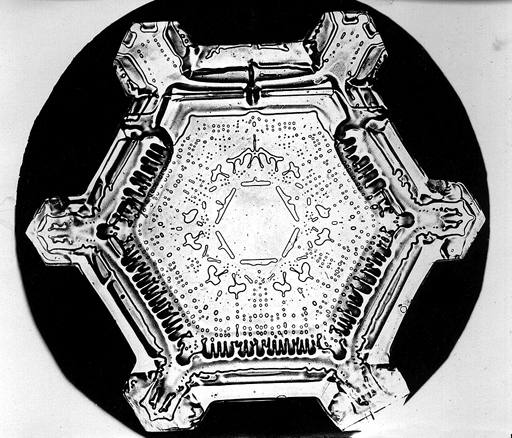
2
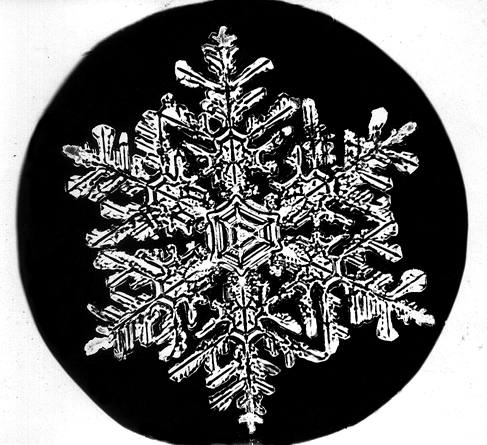
3
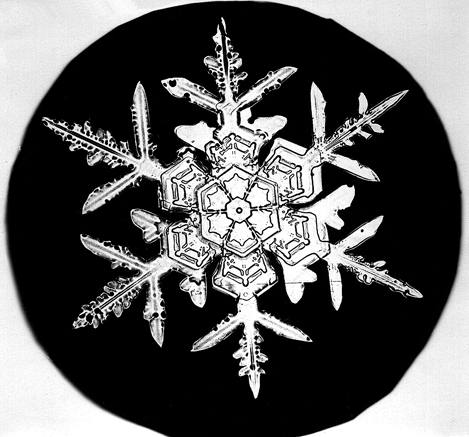
4
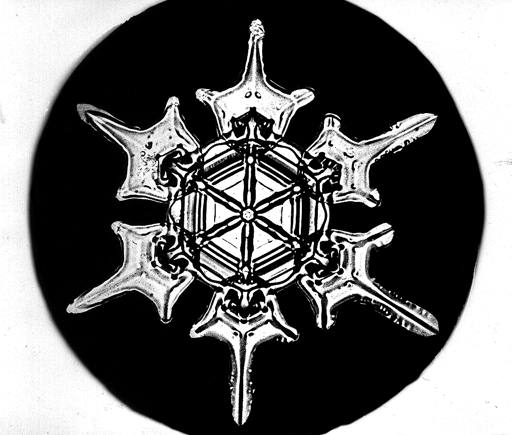
5
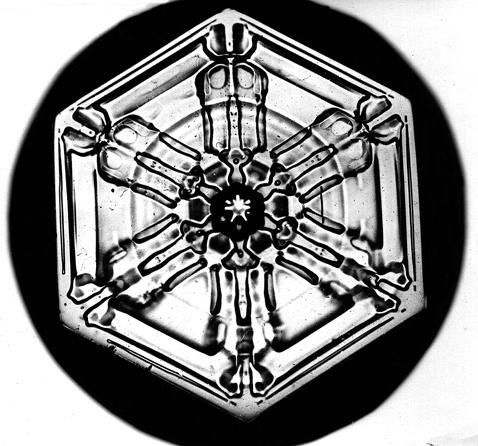
6
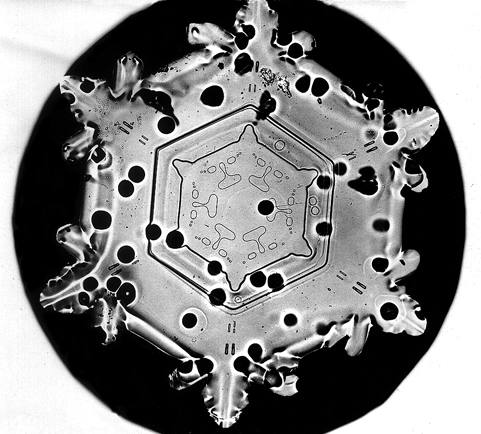
7
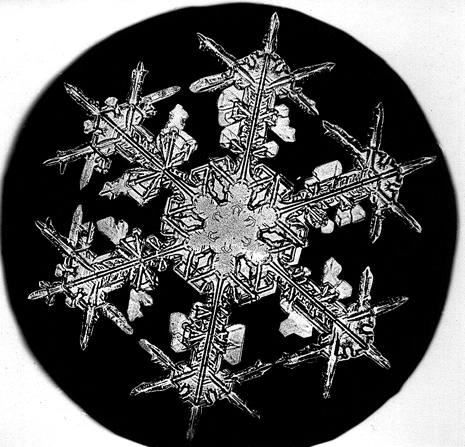
8
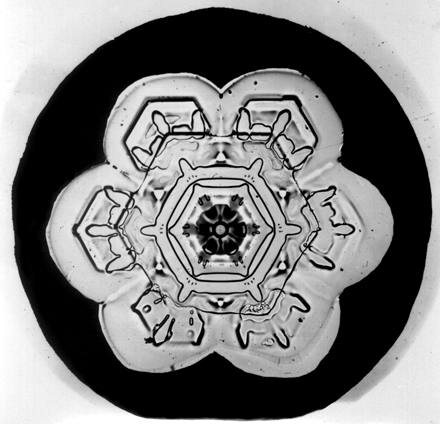
9
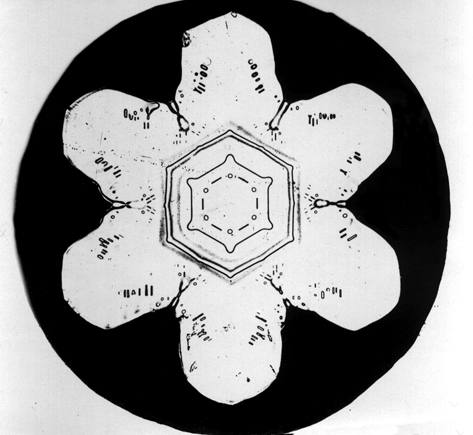
10
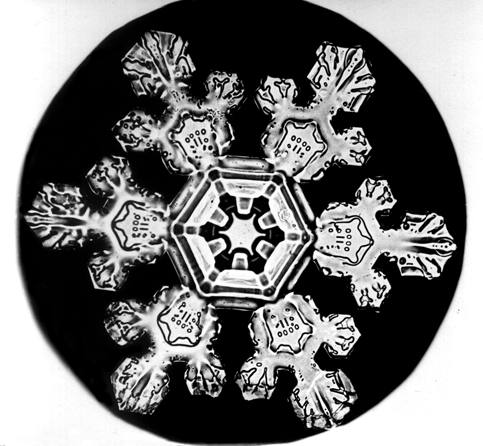
11
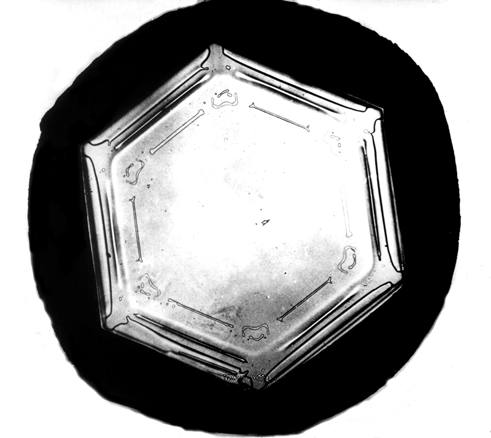
12

## Sbírky
Nejrozsáhlejší kolekci Bentleyho fotografií má Historická společnost v jeho rodném městě Jerichu ve Vermontu. Bentley daroval svou sbírku originálů mikrofotografií sněhových vloček na skleněných deskách Muzeu vědy v Buffalu. Část této sbírky byla digitalizována a uspořádána do digitální knihovny.